# 塔拉斯·科姆帕尼琴科
塔拉斯·維克托羅維奇·科姆帕尼琴科（羅馬化：Taras Viktorovych Kompanichenko；1969年11月14日—），烏克蘭唱片艺术家、 科布扎爾、班杜拉琴手、利爾尼克 作曲家和创作型歌手。他是Kobzarskyi Tsekh（Kobzar 公会) 以及早期音乐合奏团“Chorea Kozacka”与“Sarmatica”的活跃成员。他是 2004 年 11 月至 2005 年 1 月在乌克兰发生的橙色革命以及 2013 年至 2014 年欧洲独立广场的积极参与者。他是乌克兰功勋艺术家和瓦西里·斯圖斯獎的获獎者。
塔拉斯原本是一名画家和艺术史学家，后来放弃了这个职业，转而从事音乐。俄罗斯全面入侵乌克兰后，他拿起武器加入了第241国土防禦旅。

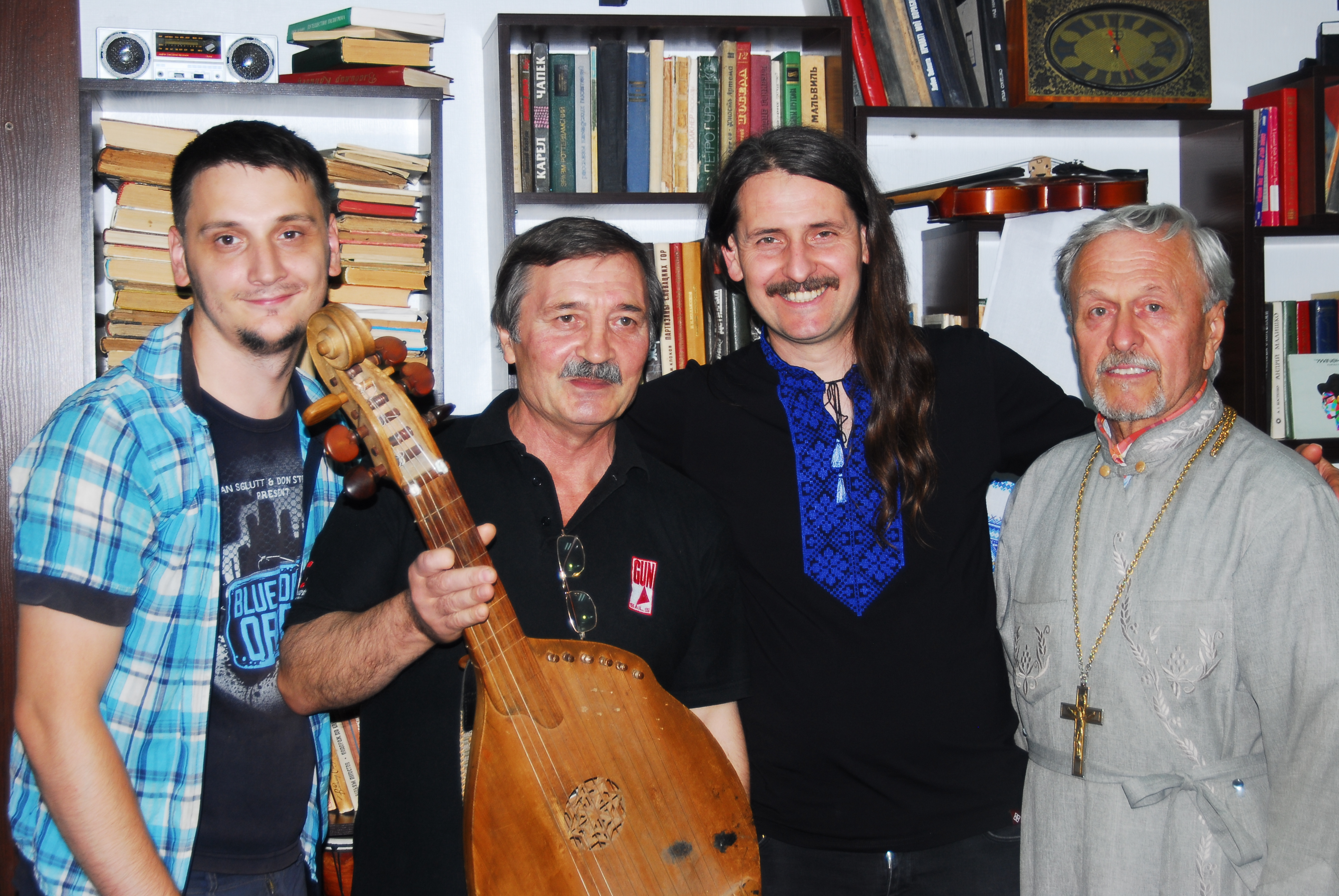

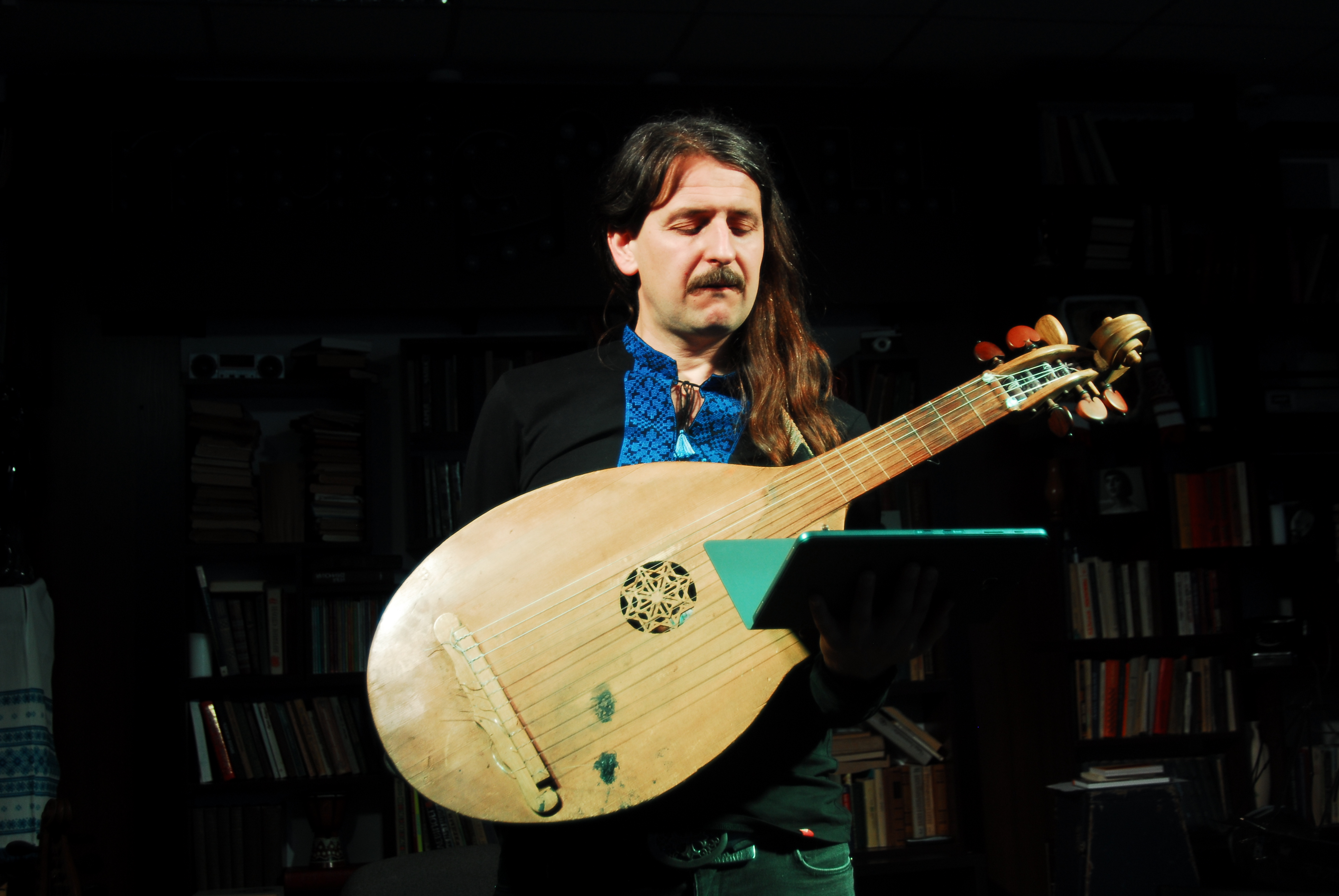